# Vetrișoaia, Vaslui
Vetrișoaia este satul de reședință al comunei cu același nume din județul Vaslui, Moldova, România. Se află în partea de est a județului, în Lunca Prutului. La recensământul din 2002 avea o populație de 3292 locuitori.
 Acest articol despre o localitate din județul Vaslui este deocamdată un ciot. Puteți ajuta Wikipedia prin completarea lui.